# Marta Jandová
Marta Jandová (* 13. dubna 1974 Praha), občanským jménem Marta Verner, je česká zpěvačka známá především z působení v německé kapele Die Happy. V České republice zpívá jako sólistka.

## Život
Marta Jandová se narodila jako dcera Petra a Jany Jandových. Její otec je frontman kapely Olympic. Vystudovala Českoslovanskou akademii obchodní Dr. Edvarda Beneše v Resslově ulici se zaměřením na jazyky. V jejím průběhu absolvovala roční studijní pobyt v USA, kam odjela krátce poté, co jí v sedmnácti letech zemřela matka na rakovinu vaječníků. O několik let později podlehl její starší bratr Petr nádoru mozku.
V České republice se Marta Jandová jako zpěvačka poprvé představila v 90. letech, většinou společně s Petrem Jandou při televizních vystoupeních. Se svou kapelou dostala možnost ještě před velkým průlomem v Německu vystoupit na ČT 2. S doprovodnou kapelou vystoupila v roce 1998 na anketě Český Slavík. Jejím prvním muzikálem v ČR byl Krysař Daniela Landy v roce 1996, kde alternovala hlavní rolí, Agnes, s Lucií Bílou.
V 19 letech, po nepřijetí na vysokou školu, se budoucí zpěvačka v Praze seznámila s Thorstenem Mewesem (kytaristou Die Happy) a odjela s ním původně na rok do Německa, aby se naučila další jazyk a získala nové zkušenosti. Po několika týdnech bydlení u Thorstenových rodičů přijala, původně jako koníček, volné místo zpěvačky v jeho rockové kapele Die Happy. Mezi roky 1993 a 1999, než kapela Die Happy dostala nahrávací smlouvu u Sony BMG v Německu, vystřídala několik zaměstnání. Pracovala např. v čajovně, chodila mýt nádobí, roznášela letáky, pracovala jako sekretářka nebo dělala ochranku na koncertech. Po podepsání smlouvy se začala naplno živit zpěvem. První a průlomová deska kapely nese název Supersonic Speed a v Německu zaznamenala úspěch. V Německu bydlela šestnáct let, nejprve v Ulmu, poté převážně v Hamburku. Zkušebna kapely se nacházela v Berlíně.
Do Česka se zpěvačka vrátila na jaře roku 2009. Získala hlavní roli Mony Lisy ve stejnojmenném muzikálu v Divadle Broadway. Kromě toho přijala nabídku do poroty historicky první řady Česko Slovenské SuperStar, kde ji diváci zvolili nejsympatičtějším porotcem ročníku. V roce 2010 se objevila v hlavní ženské roli Dorotky v muzikálu Kat Mydlář, v roli Evelíny v muzikálu Baron Prášil a v roli Soni v muzikálu Ať žije rokenrol. V tomto roce také zasedla v porotě německé pěvecké soutěže PopStars a na německé televizi ZDF moderovala jednou týdně svůj vlastní hudební pořad s názvem NeoMusic: Wanted, jehož hlavní doménou byla živě hraná hudba.
V roce 2012 se začal vysílat seriál Gympl s (r)učením omezeným, kde si Jandová zahrála roli učitelky Jany „Džajny“ Pelnerové. Tato role byla mezi diváky velmi oblíbená a díky tomuto seriálu se stali z Marty Jandové a Ondřeje Brzobohatého skvělí přátelé. Dále byla Jandová k vidění v jedné epizodě seriálu Doktoři z Počátků a Ordinace v růžové zahradě. Následovala nabídka na účast v porotě show Hlas Česko Slovenska. Spolu s Jandovou v porotě byla Dara Rolins, Josef Vojtek, Majk Spirit a Michal David.
Dalším projektem Marty Jandové byla Rocksymphony s filharmonií Bohuslava Martinů ve Zlíně. Od roku 2014 se vystoupení s velkým úspěchem opakovala. V roce 2018 projekt pokračoval jako Rocksymphony 2. Jejím hudebním partnerem byl Václav Noid Bárta.
Jandová byla na počátku roku 2015 vybrána Českou televizí (ovšem na popud diváků), aby spolu s Václavem Noidem Bártou reprezentovala ČR na Eurovision Song Contest 2015 ve Vídni. Zde zazněla balada Hope Never Dies, s níž Marta a Václav dopadli lépe než všechny dosavadní české delegace. Jandová dělala roku 2015 porotkyni v Česko Slovenské SuperStar. V roce 2016 se objevila na obrazovkách v pořadu Tvoje tvář má známý hlas 2, ve kterém se proměnila např. v Beyoncé, CeeLo Green nebo ve svého otce Petra Jandu.
Rokem 2018 Jandovou provázely 25. narozeniny její německé kapely Die Happy, které společně oslavili akustickým turné po Německu. Poslední koncert se konal v Praze na konci října. Mezi tím Jandová zasedla poprvé v porotě Česko Slovensko má talent. Na podzim si konečně splnila svůj sen a vydala svou první autorskou sólovou desku jménem Barvy.

## Osobní život
Prvním manželem Marty Jandové byl Thorsten Mewes (kytarista kapely Die Happy), se kterým se po 5 letech manželství rozvedla. Po rozvodu navázala vztah s jiným členem kapely, basistou Ralphem Riekerem. Později byl jejím partnerem popový zpěvák Sasha.
Jejím manželem je gynekolog Miroslav Verner, syn egyptologa Miroslava Vernera. Dne 7. srpna 2013 se jim narodila dcera Marie. Zpěvačka přijala jméno svého manžela. Svatba se konala 27. června 2014 v kostele sv. Martina v Třebotově. Kvůli působení v zahraniční přijala Jandová i s dcerou nepřechýlenou verzi příjmení.
Vzhledem k úmrtím několika svých příbuzných na rakovinu podstoupila po genetických testech preventivní odstranění prsou a ženských orgánů.

## Diskografie
- 2018 – Barvy LP – první autorské sólové album

## Hudební spolupráce
- 1999 – Project KAIN kytaristy Jiřího Urbana a basisty Zdeňka Kuba z Arakainu – píseň „Zavřu oči“
- 2001 – Kalter Glanz a Gewissen se skupinou Letzte Instanz
- 2005 – „Wie Weit“ (anglická verze „How far“) se skupinou Apocalyptica (Bundesvision Song Contest – 5. místo)
- 2005 – „Horizont“ se skupinou In Extremo
- 2005 – „Lena“ se skupinou BAP
- 2006 – „Undivided“ se skupinou Dog eat Dog
- 2006 – píseň „Zeichen der Zeit“ – Ein weiterer Morgen – hudební projekt, na kterém spolupracovala řada křesťanských německých popových hudebníků
- 2007 – „Träumst Du“ (anglická verze „Dream here with me“) se skupinou Oomph! (Bundesvision Song Contest – 1. místo)
- 2008 – „Sing dein Leben – Mädchen checken das“ song k německé kampani
- 2008 – „Dotyky slávy“ – duet s tatínkem Petrem Jandou
- 2010 – „Halt Dich an mir“ fest se skupinou Revolverheld
- 2011 – „Káva a sex“, duet s Markem Ztraceným
- 2012 – „I got to know“ s českou skupinou Clou
- 2012 – „Otvorím Ťa dokorán“ se slovenskou skupinou Desmod
- 2012 – „Santa Superstar“ – singl z muzikálu Vánoční zázrak, s Gabrielou Gunčíkovou
- 2012 – nová verze písně Peciho Uherčíka (Fero Griglák, Dušan Hájek, Petr Janda, Václav Neckář, Jan Neckář, Pavol Hammel, Jožo Ráž, Aleš Brichta, Peter Cmorik, Mário „Kuly“ Kollár a Marta Jandová)
- 2015 – Eurovision Song Contest 2015 ve Vídni. Reprezentace České republiky spolu s Václavem Noidem Bártou s písní „Hope Never Dies“.
- 2017 – „Noc vášnivá“ – Marta Jandová a Roman Izzi Izaiáš v duetu pro film Muzzikanti
- 2018 – „Počasí“ – další duet s Markem Ztraceným
- 2018 – „Spur des Lebens“ duet s Saltatio Mortis
- 2018 – „Je toho moc“ duet s Ondřejem Brzobohatým
- 2019 – „Nechat vítr vát“ duet s Pavlem Calltou. Tato píseň byla hymnou pro Avon pochod 2019.
- 2019 – Talent – Marta Jandová a BOKI

## Vedlejší projekty
- 2009 – Česko Slovenská Superstar
- 2010 – Popstars
- 2009–2010 – zdf Neo Music – vlastní hudební pořad
- 2012 – Gympl s (r)učením omezeným
- 2014 – Hlas Česko Slovenska
- 2014 – Rocksymphony s Filharmonií Bohuslava Martinů ve Zlíně
- 2015 – Doktoři z Počátků
- 2015 – Eurovision Song Contest 2015
- 2015 – Česko Slovenská Superstar
- 2016 – Tvoje tvář má známý hlas 2
- 2018–2024 – Česko Slovensko má talent (7.–12. řada)
- 2018 – Rocksymphony 2 s Filharmonií Bohuslava Martinů ve Zlíně
- 2019 – Rocksymphony s Filharmonií Bohuslava Martinů (ve Zlíně, Brně, Ostravě a Praze)

## Muzikály
- 1996–1997 – Krysař
- 2009–2010 – Mona Lisa
- 2010–2011 – Baron Prášil
- 2010 – Ať žije rokenrol
- 2010–2012 – Kat Mydlář
- 2012 – Bídníci
- 2012 – Hamlet – The rock opera

## Kniha
- Best of, Universum, Praha, 2024, ISBN 978-80-284-0067-5